# Ronnie Brunswijk
Ronnie Brunswijk (Moengotapoe, 7 maart 1961) is een Surinaams politicus, ondernemer en oud-rebellenleider. Hij werd veroordeeld voor drugshandel en het plegen van een bankoverval. Van 2020 tot en met 2025 was hij vicepresident van Suriname.

## Junglecommando
Brunswijk is Aukaans en afkomstig uit het dorp Moiwana. Hij trad op 18-jarige leeftijd toe tot het Surinaamse Nationaal Leger. Brunswijk werd naar Cuba gestuurd voor commando-training. Na zijn training werd hij aangesteld als lijfwacht van Desi Bouterse, de bevelhebber van het Surinaamse leger en leider van het militair gezag. In 1984 vroeg Brunswijk om opslag, maar werd vervolgens ontslagen. In de tweede helft van de jaren tachtig was Brunswijk de leider van het Junglecommando (JC) in Suriname. Hij vocht tijdens de Binnenlandse Oorlog tegen het regime van Desi Bouterse. De overvallen van het commando leidden tot represaillemaatregelen tegen familie en dorpsgenoten van Brunswijk. Dit leidde uiteindelijk tot het bloedbad van Moiwana. Zijn secretaris Frits Hirschland schreef later een boek over deze periode.
Als aanvoerder kreeg Brunswijk goede pers in Nederland, vooral van De Telegraaf en de Nieuwe Revu. In 1987 stond zijn foto zelfs in de Nederlandse editie van het erotische tijdschrift Penthouse met een geweer in de hand tussen een aantal blote vrouwen. De cover deelde hij met Linda Dubbeldeman.

### Geldtekorten
Om het Junglecommando in financiële problemen te brengen, zette het Nationale Leger een zogenaamde geldzuivering op en waren burgers verplicht om biljetten binnen drie dagen in de stad om te wisselen. Door de oorlog was het binnenland nog meer geïsoleerd dan ervoor, waardoor het geld van de binnenlandbewoners en het Junglecommando in een klap waardeloos was geworden. Een uitweg werd gevonden in de professionalisering van de goudwinning. Daarnaast raakte Ronnie Brunswijk betrokken bij de internationale drugshandel.

## Zakenman
Brunswijk ontplooide zich in Suriname als zakenman en bezit een privé-eiland in de Marowijnerivier. Onder de bevolking van Oost-Suriname geniet hij een zekere mate van populariteit omdat hij gezien wordt als een weldoener die arme mensen ondersteunt. Brunswijk is directeur van NV Robruns, een goudbedrijf dat exploratierechten heeft op ruim zevenduizend hectare aan de Marowijnerivier. Ook heeft Brunswijk zes goudmijnen in de gebieden aan de Saramaccarivier, Sarakreek en Tossokreek. In september 2012 plaatste het Surinaamse actualiteitentijdschrift Parbode Brunswijk op de eerste plek van hun toptienlijst van de machtigste en invloedrijkste personen in de Surinaamse goudwereld. Het tijdschrift had beslag weten te leggen op fiscale gegevens van de actieve goudbedrijven en GMD-lijsten van alle goudrechten vanaf 2011.

## Politiek
Brunswijk is de voorzitter van de politieke partij Algemene Bevrijdings- en Ontwikkelingspartij (ABOP) en ook voorzitter van de A-Combinatie (AC), dat een politiek blok is van de ABOP, de BEP (Broederschap en Eenheid in de Politiek, tot medio 2012) en Seeka. Brunswijk is in de regeerperiode 2005-2010 een van de vijf parlementariërs geweest voor de A-Combinatie, die toen een coalitie vormde met het Nieuw Front. Nu is hij vicepresident. Bij de parlementsverkiezingen van mei 2010 was Brunswijk opnieuw lijsttrekker van de A-Combinatie in het district Marowijne en werd hij opnieuw gekozen als lid van De Nationale Assemblée. Ondanks dat de A-Combinatie, vanwege het niet op tijd indienen van de kieslijsten, in drie districten (waaronder Paramaribo) niet meedeed aan de verkiezingen, lukte het de combinatie om zeven van de 51 zetels te behalen. Dit hoge aantal zetels kan verklaard worden door het feit dat het kiessysteem van Suriname niet gebaseerd is op evenredige vertegenwoordiging.

### Samenwerking met Bouterse
In juni 2010 kwam een samenwerking en daarmee ook verzoening tussen Brunswijk en Desi Bouterse, twee aartsrivalen die van 1986 tot en met 1992 tegen elkaar vochten in een bloedige strijd die tegenwoordig bekendstaat als de Binnenlandse Oorlog. Onder leiding van Brunswijk heeft de A-Combinatie toen een coalitie gevormd met de Megacombinatie en Volks Alliantie van respectievelijk Bouterse en Paul Somohardjo. Door deze samenwerking lukte het Bouterse om de tweederdemeerderheid van de zetels (34 zetels; de samenwerking van Bouterse, Brunswijk en Somohardjo leverde 36 zetels op), die nodig is voor het presidentschap, te behalen. De A-Combinatie, die zeven zetels had, kreeg de verantwoordelijkheid voor zes ministerposten en mocht de vicepresident voordragen. In april 2012 stemde Brunswijk vóór de amnestiewet, die vervolging vanwege de zogeheten Decembermoorden onmogelijk moet maken en Bouterse in de kaart speelt.
De samenwerking tussen Brunswijk en Bouterse was tegen ieders verwachting in. In de jaren na de oorlog koelde de spanning tussen deze twee figuren af, maar van vrede was er geen sprake. Brunswijk deed, een week voor de verkiezingen, een oproep aan zijn achterban om niet op Bouterse te stemmen, omdat deze ze anders "zou vermoorden".
De relatie tussen Brunswijk en Bouterse bleef ook daarna goed. Toen Bouterse gevlucht was vanwege zijn veroordeling in het 8 Decemberstrafproces, stuurde hij Brunswijk op 18 december 2024 een foto van vroeger. Brunswijk zei dat hij niet had gereageerd, maar beweerde ook dat hij met Bouterse in contact stond. Dat Brunswijk met deze gegevens niet naar de politie is gegaan, vormde voor minister Kenneth Amoksi van Justitie en Politie (tevens ABOP) geen reden om er een waardeoordeel over te hebben.

### Verkiezingen 2020
Brunswijk werd tijdens de verkiezingen van 2015 opnieuw verkozen voor een zetel in DNA.
Brunswijk werd tijdens de parlementsverkiezingen van 2020 verkozen. Op 29 juni 2020 werd hij opnieuw geïnstalleerd en dezelfde dag gekozen tot voorzitter van het parlement. Op 16 juli werd hij verkozen tot vicepresident van Suriname. Hiermee was hij de eerste marron in de geschiedenis op deze positie.
Nadat zijn lijfwachten in 2021 fysiek geweld gebruikten tegen de hem interviewende journalist Jason Pinas, boycotte de Surinaamse pers hem twee maanden lang. Zijn drie beveiligingsmensen werden later tot drie maanden voorwaardelijke celstraf en een schadevergoeding veroordeeld.
Voorafgaand aan de verkiezingen van 2020 en opnieuw van 2025 beweerde de meervoudig veroordeelde Brunswijk tegenover zijn aanhangers dat hij door God gestuurd zou zijn.

#### Benoemingen uit eigen kring
Als vicepresident van het kabinet-Santokhi/Brunswijk, vanaf 2020, is er veelvuldig kritiek uit de maatschappij op de benoemingen uit de eigen kring door Brunswijk. Bij de Staatsolie Maatschappij Suriname werden aanvankelijk zijn broer Leo Brunswijk president-commissaris en Santokhi's vrouw lid van de Raad van Bestuur. Verder werden onder meer zijn zoon Fulgence Javinde benoemd tot districtscommissaris van Paramaribo-Zuidwest en zijn dochter Fariyal Renfurm president-commissaris bij het Nationaal Vervoersbedrijf (NVB). 2021 was er veel ruis rondom de benoeming van de ABOP'er Regillio Pinas, beter bekend onder zijn artiestennaam Kater Karma, bij Stichting voor Bosbeheer en Bostoezicht (SBB).
Rond 6 oktober 2021 liet Brunswijk weten niet van plan te zijn om benoemingen terug te draaien, omdat – nu hij vicepresident is – zijn familie volgens hem wel "wel mag mee eten". Een week later had hij een gesprek met president Chan Santokhi, Bibis-minister Albert Ramdin, DNA-voorzitter Marinus Bee en staatsadviseur Gregory Rusland, waarin meningsverschillen werden besproken over benoemingen. Een dispuut van Brunswijk met de Onderraad voor Personele Aangelegenheden sprak hij de dag erna uit.
Toen minister Dinotha Vorswijk (ABOP) van Grondbeleid en Bosbeheer in juni 2022 in opspraak raakte omdat er in de verdeling van Sabaku Village veel percelen toegewezen waren aan politici en rijke mensen, reageerde vicepresident Ronnie Brunswijk dat politici ook huizen nodig hebben. Ook wil Brunswijk geen bemoeienis van coalitiepartner VHP over de ministeriële besluiten van ministers van zijn partij ABOP. Over de verdeling van grondzaken zei hij in december 2023: "Laten ze ons met rust laten."

### Koning
Op 8 juli 2023 werd Brunswijk door twee koningen en een koningin van het African Royal Kingdom (ARK) gekroond tot "King Afro Suriname Heritage". Volgens Humphrey Dundas, de woordvoerder van Brunswijk, zou het niet om een echt koningschap gaan maar om een onderscheiding. Volgens koning Adedapo werd voor Brunswijk gekozen om wie hij is en niet om politieke redenen: "Hij heeft bewezen dat hij voor zijn volk opkomt, integer, eerlijk en ook de verantwoordelijkheden accepteert die komen met de titel." Volgens Iwan Wijngaarde, voorzitter van de federatie van Afro-Surinamers (Federatie Fu Afrikan Srananman) in Bakana Tori, zou Brunswijk niet geschikt zijn om zwarte Surinamers te verenigingen. Hij zou geen goed verleden hebben, verwijzend naar de veroordeling voor drugssmokkel in Nederland. Hij noemde de kroning schokkend. Paul Somohardjo (PL), politiek en persoonlijk vriend van Brunswijk, noemde het koningschap juist een mijlpaal voor de hele samenleving en een aanloop naar het presidentschap van Suriname. De onderscheiding zou volgens dissident partijgenoot Edward Belfort door Brunswijk gekocht zijn voor 100.000 USD. Dit had hij de Afrikaanse mannen horen zeggen.

### Verkiezingen van 2025
In 2025 was hij opnieuw lijsttrekker. De ABOP trad opnieuw toe tot de verkiezingen. Brunswijk keerde niet terug in de regering, maar keerde terug naar De Nationale Assemblée. Hier werd hij op 29 juni 2025 gekozen tot vicevoorzitter.

## Criminaliteit en agressie
Brunswijk startte in 1986 de Binnenlandse Oorlog, als leider van het Junglecommando. Tijdens deze vuile oorlog sloegen tienduizend bewoners op de vlucht. Onder de honderden doden bevonden zich ook burgers die door het Junglecommando om het leven werden gebracht omdat ze niet gehoorzaamden.
Brunswijk werd in 1984 op 22-jarige leeftijd opgepakt als verdachte van een bankroof met een buit van 85.000 Surinaamse gulden. Hij werd op Fort Zeelandia vastgezet en was na een paar dagen weer vrij. De lezingen hierover variëren van ontsnapping door de tralies door te zagen, omkoping en een vrijlatingsbevel van hogerhand. Hij werd hier uiteindelijk alsnog voor veroordeeld: eerst bij verstek in 1986 vijf jaar gevangenisstraf en in 1995 voor dezelfde overval tien maanden. In 1994 werd hij voor het neerschieten van een vermeende inbreker veroordeeld voor acht maanden (waarvan zes voorwaardelijk). Alles bij elkaar zat hij twee maanden gevangenisstraf uit. Vervolgens werd hij in 1999 in Nederland veroordeeld voor acht jaar gevangenisstraf voor cocaïnesmokkel. Een jaar later werd hij in Frankrijk eveneens voor cocaïnesmokkel bij verstek veroordeeld. Daar werd een gevangenisstraf van tien jaar uitgesproken. Hij staat sinds 2015 op de opsporingslijst van Interpol.
In 1995 sloeg hij op het politiebureau in Moengo twee burgers en in 2007 takelde hij het assembléelid Rachied Doekhie toe in De Nationale Assemblée. Nadat zijn beveiligers de journalist Jason Pinas in 2021 hardhandig van inmiddels vicepresident Brunswijk afhielden, werd hij twee maanden door de Surinaamse pers geboycot.

## Liefdadigheid
Zijn bezittingen deelt Brunswijk geregeld met de bevolking. De goederen die hij buitmaakte in zijn vroege jaren '20 zoals whiskey, champagne, kaas en geld, deelde hij daarna weer uit, en het geld uit de bankoverval besteedde hij aan medicijnen. Voor een zieke uit zijn geboortedorp regelde hij een taxi en de plaatselijke voetbalclub Inter Moengotapoe wordt door hem gesponsord. In 2018 haalde hij de kranten tot in Nederland en België, toen hij vanuit zijn helikopter geld uitstrooide boven zijn dorp Moengo. Dit gebeurde nadat zijn neef was overleden. Brunswijk legde uit dat er dan het ritueel pur blaka wordt uitgevoerd, waarbij geld op een tafel wordt gezet. Hij verkoos er echter voor om de dorpelingen vanuit zijn helikopter blij te maken. Ook hier had hij de familie zijn ondersteuning gegeven.

## Voetbal
Brunswijk is eigenaar, voorzitter, ex-trainer en speler van de Surinaamse voetbalclub Inter Moengotapoe. De club won meermaals de SVB Hoofdklasse en de Suriname President's Cup. In 2009 haalde de club de tweede ronde van de Caribbean Club Champions Cup. In 2002 heeft Brunswijk een stadion laten bouwen in Moengo. Hij gaf dit stadion zijn eigen naam: het Ronnie Brunswijkstadion.
In 1993 bedreigde hij tijdens een wedstrijd het publiek met een pistool en een handgranaat en in 2005 werd hij door de SVB vijf jaar geschorst omdat hij de voorzitter met een vuurwapen had bedreigd. De schorsing werd later herroepen vanwege gebrek aan bewijs, waartegen de SVB beroep aantekende. Als speler werd hij in 2012 voor een jaar geschorst vanwege schelden. Daarna liet hij zich grof uit tegen het tuchtcollege. Carmelita Ferreira (NPS) reageerde in 2008 na opnieuw beelden over Brunswijk in het veld: "Hij klapt, trapt en duwt WBC-spelers meerdere keren en krijgt nooit een rode of gele kaart van de scheidsrechter. Men is 1 maal 24 uur parlementariër en men behoort zich overal correct te gedragen."
In 2021 verscheen hij als aanvoerder van zijn team aan de aftrap van de wedstrijd in de CONCACAF League van Inter Moengotapoe tegen CD Olimpia uit Honduras. De wedstrijd eindigde in 6-0 in het voordeel van Olimpia. Brunswijk liet zich wisselen in de 54e minuut.  Tijdens de eerste helft speelde hij samen met zijn zoon Damian Brunswijk. Aan Olimpia-spelers deelde hij honderd Amerikaanse dollar per persoon uit, bij elkaar 3300 dollar voor het hele team. Enkele dagen later schorste de disciplinaire commissie van de CONCACAF Brunswijk voor drie jaar en diskwalificeerde zowel Inter Moengotapoe als Olimpia de rest van dat jaar voor de competitie.

## Privé
Ronnie Brunswijk trouwde op 7 februari 2024 op zijn 63e verjaardag met Adolfina Cairo in de St. Theresia Kerk in Moengo. Ze waren toen al sinds 1987 bij elkaar. Zij bekleedde ook bestuurfuncties, zoals sinds 2010 als president-commissaris van Telesur, toen de ABOP van haar man deel uitmaakte van de regering-Bouterse I.
Hij is een neef van de Nederlandse komiek Steven Brunswijk en een oom van de Surinaamse professionele kickbokser Clyde Brunswijk.

### Kinderen
Brunswijk heeft naar eigen zeggen meer dan honderd kinderen. Meerdere van hen kregen te maken met justitie. Zelf reageert hij hierover dat hij niet verantwoordelijk zou zijn voor de acties van zijn kinderen. Zijn in Nederland opgegroeide zoon Elton werd in 2015 in Suriname veroordeeld tot 3,5 jaar gevangenisstraf vanwege het bezit van 5.856 gram cocaïne.